# Manuel Pinto de Vilalobos
Manuel Pinto de Vilalobos (Porto, c. 1654 — Viana da Foz do Lima, 1734) foi um engenheiro-militar e arquiteto português muito ativo no Alto Minho na viragem do século XVII para o século XVIII.
Foi autor de obras de grande relevo no contexto do barroco nacional, merecendo claro destaque, pelo seu programa de obra de arte total, a igreja da Misericórdia da então Vila de Viana da Foz do Lima (Viana do Castelo), erigida em apenas dois anos (1716-1718), feito notável para a época e que só se pode explicar pela crescente prosperidade da vila nos inícios do século XVIII.

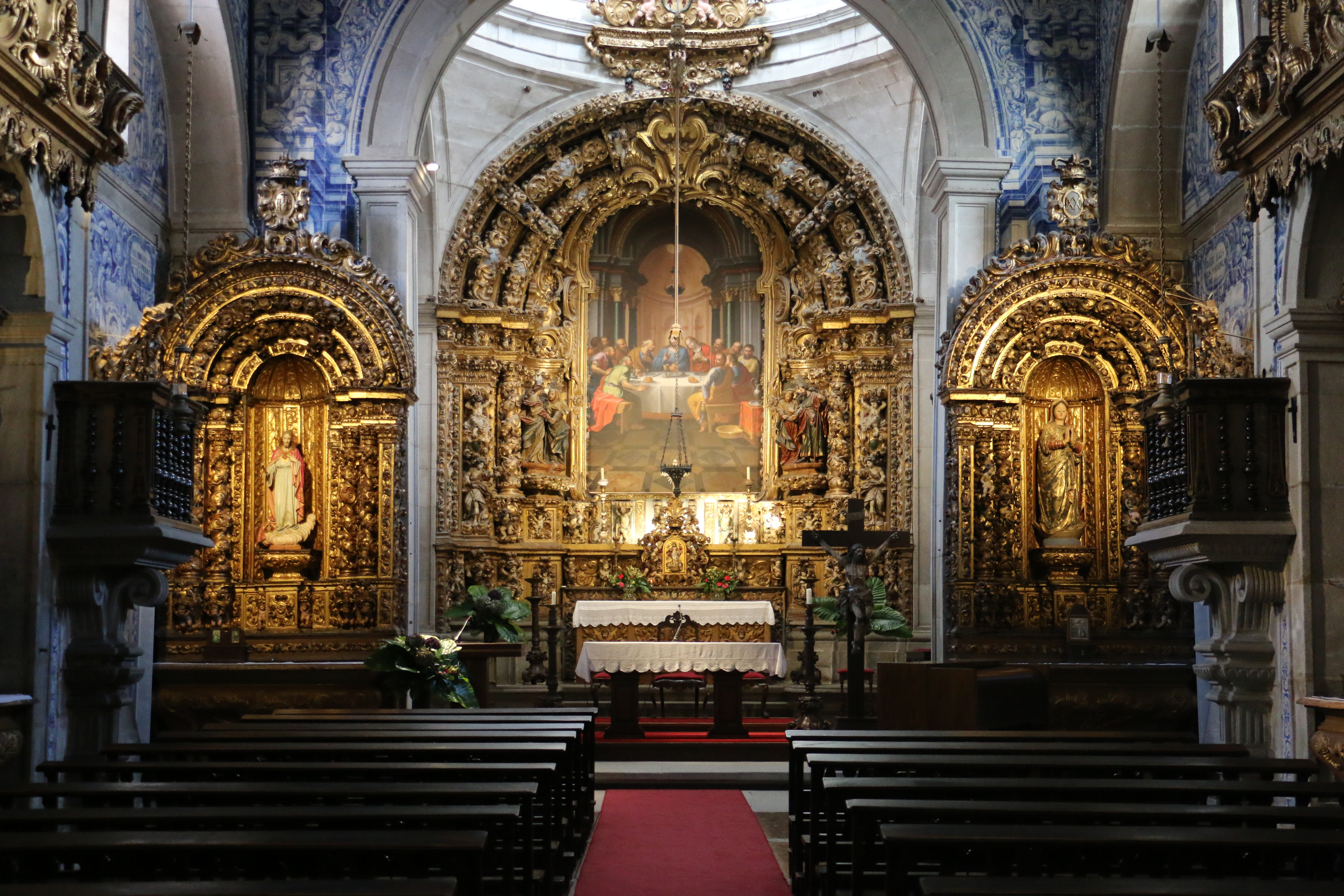
Interior da Igreja da Misericórdia de Viana da Foz do Lima (atualmente Viana do Castelo), projeto de Vilalobos concluído em apenas dois anos.

Vilalobos foi um discípulo da Aula de Fortificação de Lisboa orientada pelo engenheiro-mor do Reino Luís Serrão Pimentel e posteriormente por seu filho Francisco Pimentel, e ainda do engenheiro francês naturalizado português Michel de l'Ècole (também conhecido por Miguel de l'Ècole, Lescole, Lescolle ou Lescol), com quem colaborou na criação, em 1701, da Aula de Fortificação de Viana, escola que acabou por ter influência capital nos sistemas defensivos da “província do Minho” e de algumas cidades no Brasil, para onde alguns dos alunos formados foram viver e trabalhar.
A sua maior obra no domínio da engenharia castrense são os trabalhos de consolidação e aumento da praça-forte de Valença do Minho, concluída por sua mão em 1713.

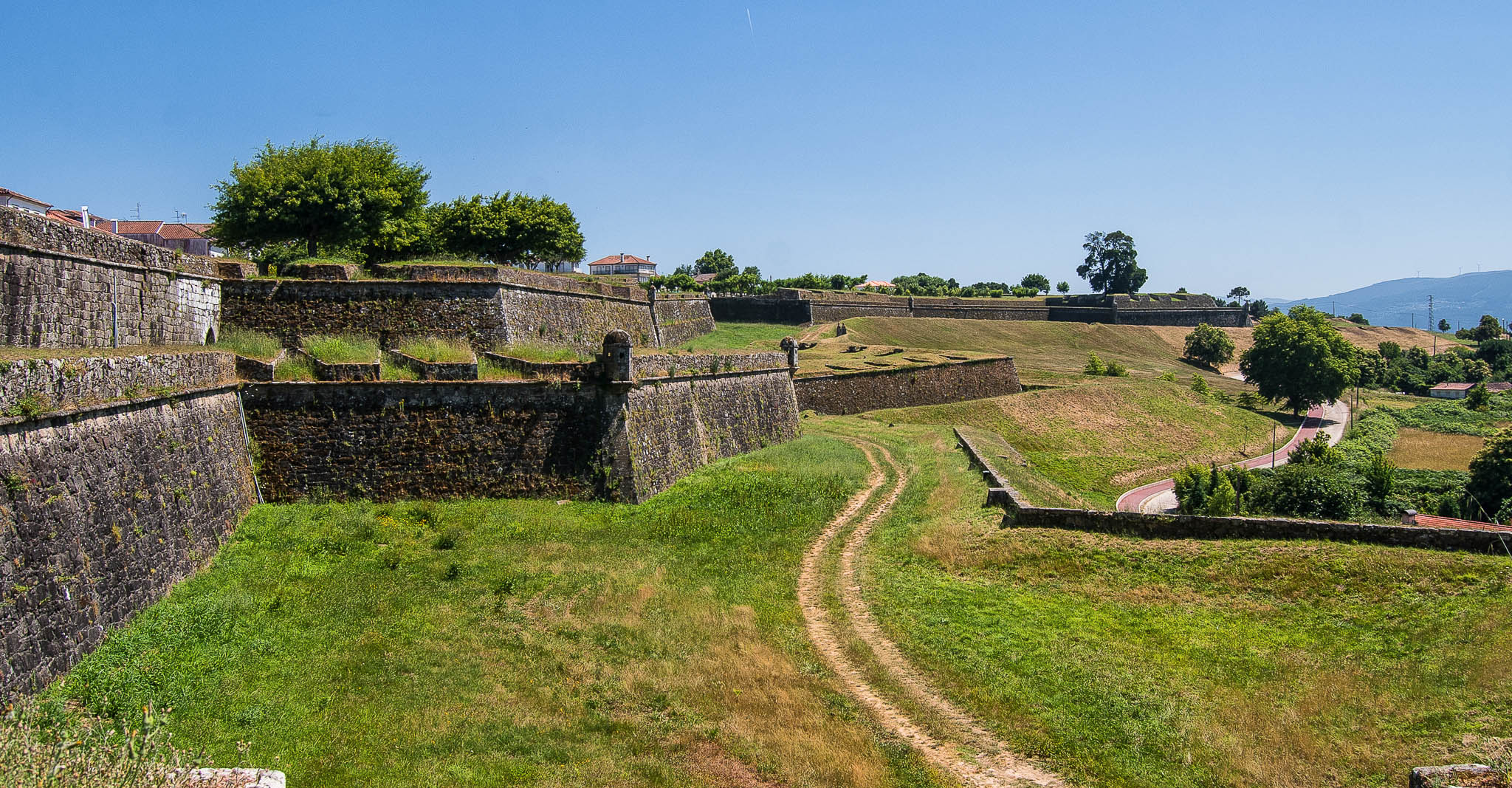
Praça-forte de Valença do Minho, terminada por Manuel Pinto de Vilalobos em 1713.

Na arquitetura, Manuel Pinto de Vilalobos foi um dos mais originais riscadores da sua época em Portugal, tanto pela adaptabilidade dos seus programas aos edifícios preexistentes (caso da Misericórdia de Viana); pelas suas soluções de desenho que cruzaram o classicismo de influência francesa com o barroco nacional (Casa da Vedoria de Viana, por exemplo), ou ainda por quase devaneios fora do seu tempo, representados na fachada neomanuelina da antiga Casa dos Távoras (também conhecida por Casa dos Condes da Carreira, atual edifício da Câmara Municipal de Viana do Castelo). A sua fama como arquiteto levou o arcebispo de Braga, D. Rodrigo de Moura Teles a encomendar-lhe obras de renovação do santuário do Bom Jesus do Monte, em Braga, projecto que posteriormente viria a ser substituído pelo atual, com traça de Carlos Amarante.

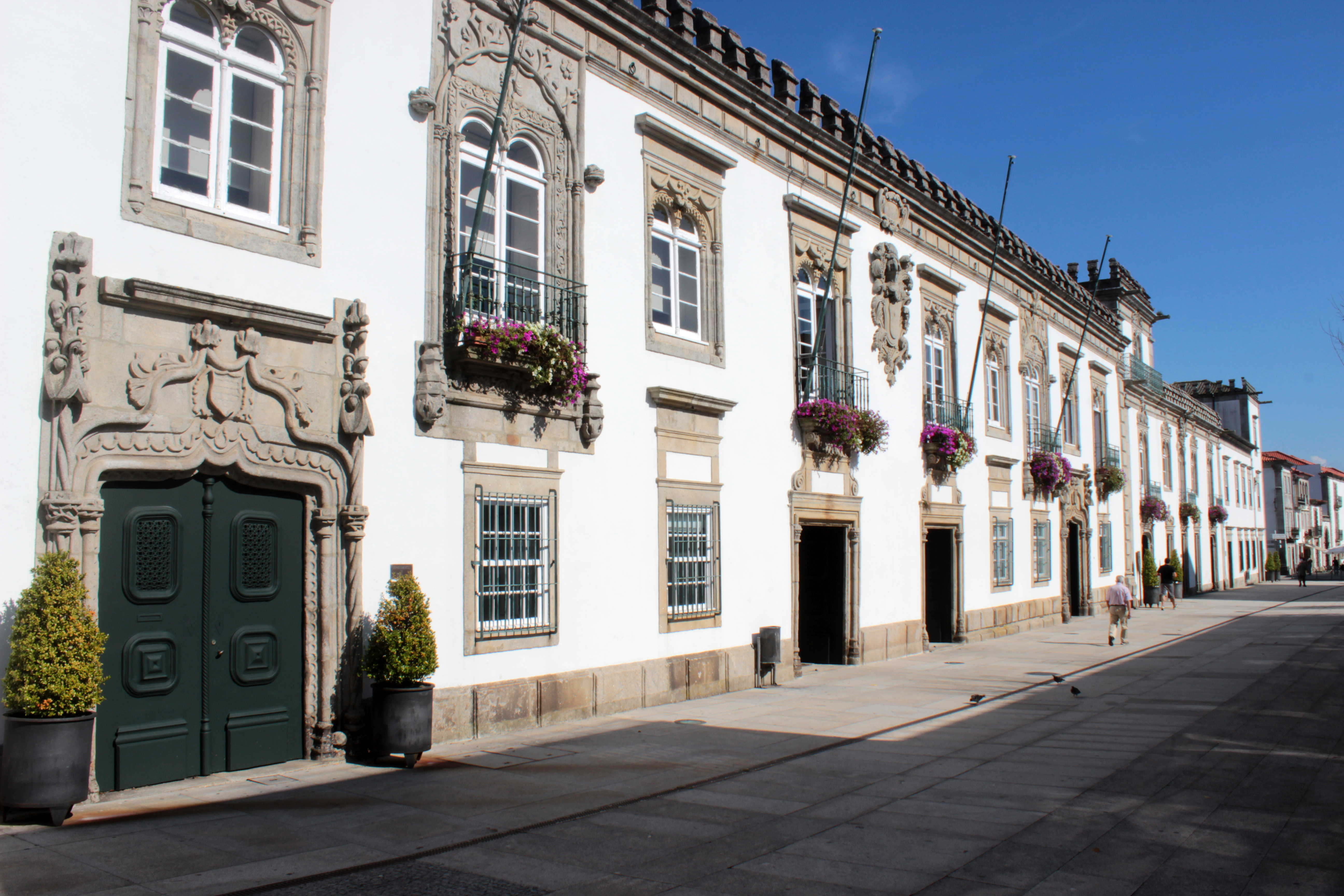
Na sua originalidade, Manuel Pinto de Vilalobos antecipou, em mais de um século e meio, na Casa dos Távora (ou Condes da Carreira, atual edifício da Câmara Municipal de Viana do Castelo) o estilo neomanuelino, que só se tornaria florescente durante o Romantismo novecentista.

Desenhou também o Aqueduto de Vila do Conde, mandado construir pela Abadessa do Convento de Santa Clara, D. Bárbara Micaela de Ataíde, obra completada no ano de 1714.
Manuel Pinto de Vilalobos foi também um autor prolífico, havendo testemunhos de várias cartografias de grande qualidade gráfica e obras de desenho de sua mão, assim como de tratados de engenharia e geometria e até uma tradução para um Manual da Terceyra Ordem de S. Domingos, de uma Nobiliarchia das Armas Portuguezas e Alguas Castelhanas, ou mesmo de um Calendario Perpetuo.

## Biografia
Pouco se sabe da sua vida, apenas que era natural do Porto e filho de um surrador com origens em Évora de uma família «de baixa condição» e com suspeitas de ter «mácula de sangue». A carreira no exército seria para Vilalobos, desta forma, uma das poucas vias possíveis para uma certa ascensão social.
A 11 de março de 1688, Manuel Pinto de Vilalobos recebeu a patente de capitão engenheiro da província de Entre Douro e Minho (confirmada apenas em dezembro), título com o qual assinou algumas das suas obras, conjuntamente com o posto de capitão de artilharia, sendo, por isso, também de sua responsabilidade, ensinar os rudimentos da arte do disparo de peças aos oficiais menores. Em 1697, o engenheiro, queixando-se da enorme quantidade de trabalho, deslocações constantes e falta de dinheiro, seria promovido a sargento-mor; e, em 1701, a tenente-general de artilharia. A sua carreira no exército seria, finalmente, coroada com o posto de coronel, em data próxima de 1715.
O seu filho e da  sua esposa Maria Sanches da Costa, Manuel Pinto de Vilalobos Sanches, seguiu a carreira paterna, aparecendo, como seu ajudante, na Aula de Fortificação de Viana.
Manuel Pinto de Vilalobos morreu, muito provavelmente, em Viana da Foz do Lima, no ano de 1734.